# David Wilson (diplomatico)
David Clive Wilson, barone Wilson di Tillyorn (Alloa, 14 febbraio 1935), è un diplomatico e sinologo britannico.

## Biografia
David Wilson è nato ad Alloa il 14 febbraio 1935.
È stato educato al Trinity College di Glenalmond. Dal 1955 al 1958 ha studiato per conseguire un Master of Arts al Keble College dell'Università di Oxford. Ha quindi studiato lingua cinese all'Università di Hong Kong dal 1960 al 1962 e poi ha prestato servizio nella missione britannica a Pechino. Parla correntemente il cinese mandarino, ha imparato la lingua cantonese di base e ha trascorso dieci dei suoi trent'anni da diplomatico in Cina. Nel 1973 ha conseguito un dottorato di ricerca in storia cinese contemporanea School of Oriental and African Studies dell'Università di Londra.
Nel 1968 ha lasciato il servizio diplomatico per diventare editore della rivista The China Quarterly della School of Oriental and African Studies. Dopo essere rientrato nel servizio diplomatico nel 1974, ha lavorato nell'ufficio di gabinetto e poi, dal 1977 al 1981, come consigliere politico di sir Murray MacLehose, allora governatore di Hong Kong. In seguito è diventato capo del dipartimento del Sud Europa nel Foreign Office e poi sottosegretario per l'Asia e il Pacifico. È stato a capo della parte britannica del gruppo di lavoro impegnato nella stesura della dichiarazione congiunta sino-britannica del 1984 a Hong Kong. Dallo stesso anno è stato il primo rappresentante britannico anziano nel gruppo di collegamento misto sino-britannico istituito nell'ambito della dichiarazione comune.
Sir Edward Youde è morto a Pechino il 5 dicembre 1986. Il 9 aprile successivo è stato chiamato a succedergli come governatore di Hong Kong. Come governatore, Wilson ha dovuto affrontare la ricaduta a Hong Kong della protesta di piazza Tienanmen a Pechino. Ha anche dovuto affrontare il problema dei rifugiati vietnamiti che era costantemente peggiorato. Nel 1988 si è deciso di rimpatriare coloro che non avevano ottenuto lo status di rifugiato. Nell'ottobre del 1989, Wilson ha proposto nell'indirizzo della politica annuale del Governatore, la costruzione di un aeroporto sull'isola di Lantau, noto come progetto Rose Garden. La proposta è nata per la preoccupazione che il vecchio Aeroporto di Hong Kong Kai Tak non fosse attrezzato per gestire i moderni bisogni dell'aviazione.
Nel dicembre del 1991 il Regno Unito ha annunciato la rimozione di Wilson come governatore poiché era stato ampiamente criticato dal campo pro-democratico di Hong Kong tre mesi dopo il suo forte successo nelle prime elezioni dirette per il consiglio legislativo di Hong Kong. Wilson ha lasciato Hong Kong nel giugno del 1992, in seguito al completamento del suo mandato quinquennale come governatore. Prima del suo pensionamento Wilson ha intrapreso riforme politiche che hanno spianato la strada a che diciotto membri del Consiglio legislativo potessero essere eletti direttamente dal popolo di Hong Kong.
Il 14 febbraio 1992 è stato creato pari a vita con il titolo barone Wilson di Tillyorn, di Finzean nel distretto di Kincardine e Deeside e di Fanling a Hong Kong.
In seguito è stato presidente della società energetica scozzese Hydro Electric plc. (in seguito Scottish and Southern Energy) con sede a Perth, in Scozia, dal 1993 al 2000, membro del Board del British Council e presidente del suo comitato scozzese dal 1993 al 2002, direttore del Martin Currie Pacific Trust dal 1993 al 2002, presidente dei Trustees of the National Museums of Scotland dal 2002 al 2006, vicepresidente della Royal Scottish Geographical Society dal 1996, presidente della Bhutan Society of the UK dal 1993 al 2008, presidente della Hong Kong Society dal 1994, presidente della Hong Kong Association dal 1994, cancelliere dell'Università di Aberdeen dal 1997 al 2013, master del Peterhouse dell'Università di Cambridge dal 2002 al 2008 e presidente della Royal Society di Edimburgo dall'ottobre 2008 all'ottobre 2011, quando gli è succeduto sir John Arbuthnott.
Nel 2000 è stato nominato cavaliere dell'Ordine del Cardo. Nel gennaio del 2010 è stato nominato lord alto commissario all'assemblea generale della Chiesa di Scozia.
Ha ricevuto lauree honoris causa dall'Università di Sydney nel 1991, dall'Università di Abertay di Dundee nel 1993, dall'Università cinese di Hong Kong nel 1996, dall'Università di Aberdeen nel 2004 e dall'Università di Hong Kong nel 2006. È socio onorario del Keble College dell'Università di Oxford dal 1987.

## Luoghi che portano il suo nome
Portano il suo nome il Wilson Trail, un sentiero di 78 chilometri che comprende dieci segmenti escursionistici sull'asse nord-sud a Hong Kong e il Lord Wilson Heritage Trust, istituito nel dicembre del 1992 per preservare e conservare l'eredità culturale di Hong Kong.

## Vita personale

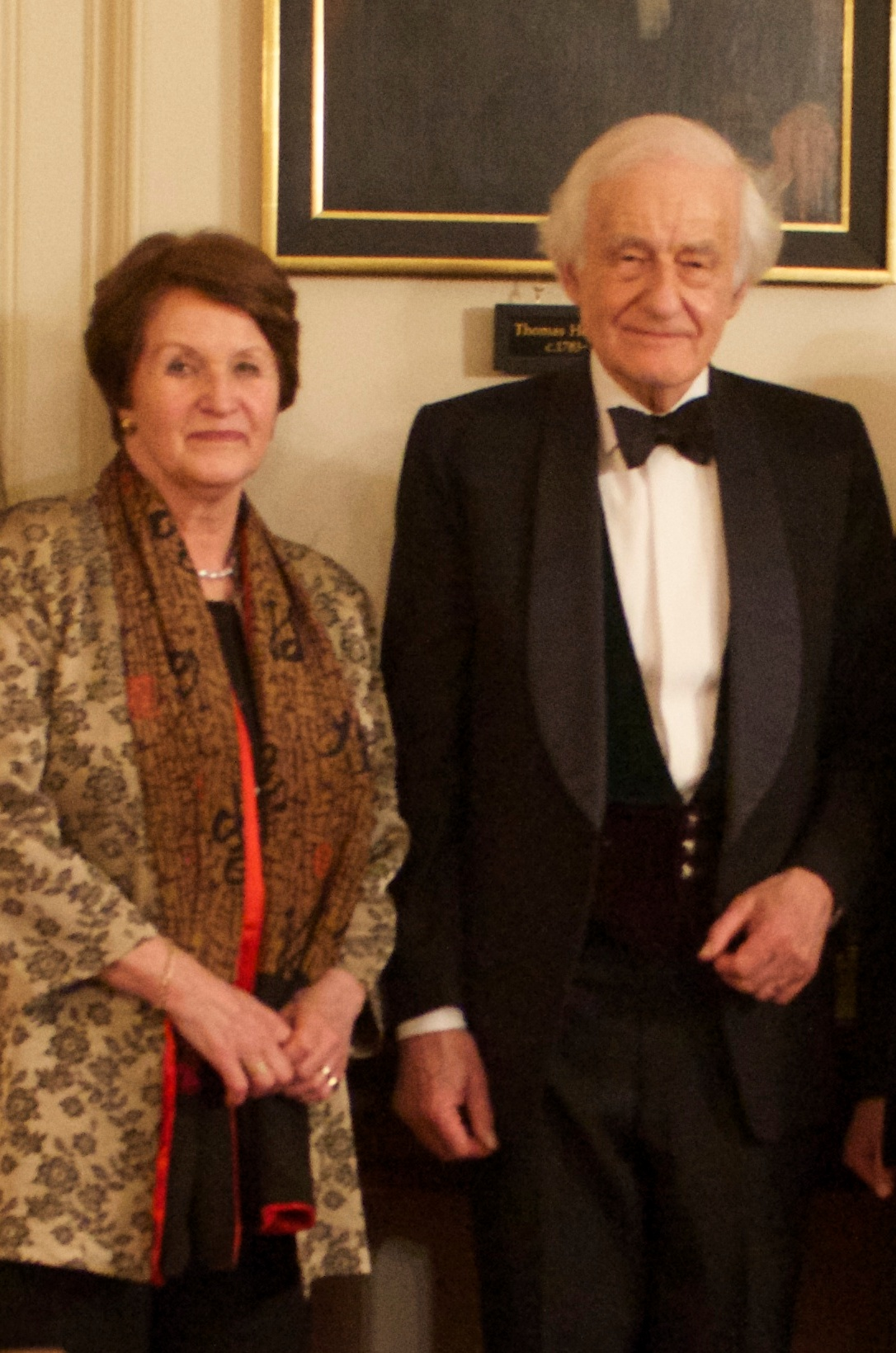
David e Natasha Wilson all'Università di Cambridge nel marzo del 2013.

Nel 1967 ha sposato Natasha Helen Mary Alexander, figlia di Bernard Gustav Alexander. Hanno due figli, Peter e Andrew. Peter è diplomatico e dal 2017 è ambasciatore nei Paesi Bassi.

## Nome in cinese
Quando Wilson ha studiato cinese mandarino all'Università di Hong Kong gli è stato dato il nome cinese Wei Dewei o Wai Tak-Ngai (in cinese: 魏德巍; Jyutping); "Wei" era l'abbreviazione di "Wilson", mentre "Dewei" è una traslitterazione cinese di David. Tuttavia quando è giunto a Hong Kong per assumere la carica di governatore si è notato che la pronuncia in cantonese del suo nome precedente non assomigliava quasi al suo vero nome.
Nicholas Kristof del The New York Times ha commentato che il precedente nome cinese di Wilson suonava troppo simile a "ipocrisia fino al limite del pericolo" (偽 得 危). Kristof ha anche notato che il cognome e il terzo carattere potevano essere divisi in componenti che significano "1 800 fantasmi femminili" (千八 女鬼). Secondo Chan Chung-kwong di RTHK, alcuni locali hanno definito che il nome "due fantasmi che bussano alla porta" (雙 鬼 拍 門), fosse sfortunato e inappropriato per il nome di un governatore.
Quando Wilson ha assunto l'incarico di governatore di Hong Kong ha cambiato il suo nome cinese in Wai Yik-Shun (cinese: 衛 奕 信; Jyutping), la cui pronuncia in cantonese è più simile al suo nome inglese. Il nuovo nome ha anche un significato più favorevole ed è composto da 33 tratti, che si dice sia un numero fortunato.

## Critiche
Wilson è stato criticato dal campo per la democrazia per non essersi mosso più rapidamente verso una legislatura pienamente eletta basata sul suffragio universale e per aver prestato troppa attenzione alle opinioni del governo cinese nel concordare un processo di aumento del numero di eletti fino al trasferimento della sovranità nel 1997.